# 國井康夫
國井 康夫（くにい やすお、1934年7月8日 - 2019年2月2日）は、日本の経営者。日本水産社長、会長を務めた。東京都出身。

## 来歴・人物
1957年に早稲田大学第一政治経済学部を卒業し、同年に日本水産に入社した。1987年6月に取締役に就任し、1991年6月に常務、1993年6月に専務、1994年6月に副社長を経て、1995年6月には社長に就任した。1999年6月に会長に就任し、2001年6月には相談役に就任。
2004年11月に旭日中綬章を受章。
2019年2月2日に病気のために死去。84歳没。